# فرد آلیسون
فرد آلیسون (انگلیسی: Fred Allison؛ زاده ۴ ژوئیهٔ ۱۸۸۲ درگذشته ۲ اوت ۱۹۷۴) یک شیمی‌دان اهل ایالات متحده آمریکا بود.